# 路易斯·彼里
路易斯·彼里（西班牙語：Luis Pierri，1963年3月10日—），乌拉圭男子篮球运动员。他曾代表乌拉圭获得1984年夏季奥运会篮球比赛男子第六名。他也曾参加1982年世界篮球锦标赛。